# Brit milá
Brit milá (em hebraico: ברית מילה, literalmente "aliança da circuncisão"), chamado também de bris milo (na pronúncia asquenazi), ou apenas bris, é a cerimônia religiosa dentro do judaísmo na qual o prepúcio dos recém-nascidos é cortado ao oitavo dia como símbolo da aliança entre Deus e o povo de Israel. Também é nesta cerimônia que o menino recebe seu nome aos olhos da comunidade; cerimônia que costuma ser festiva.

## Origens

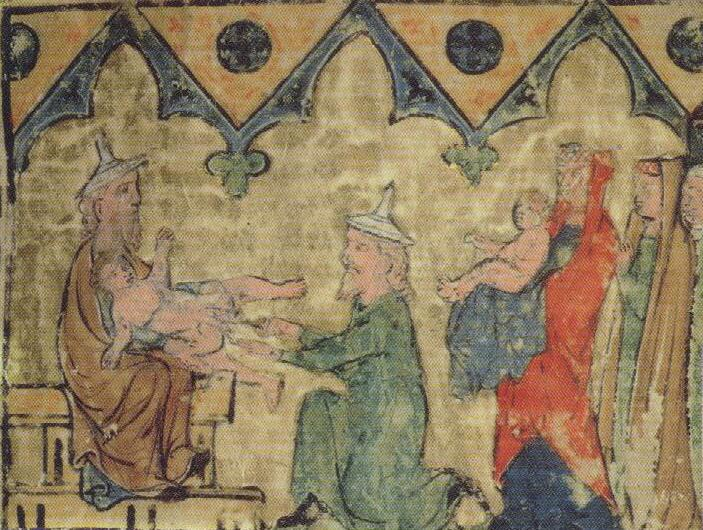
Representação da circuncisão de Isaac, Regensburg Pentateuch, c.1300

A origem deste ritual é encontrado em Gênesis 17:1-14, onde Deus ordena a Abraão que ele e todos os seus descendentes se circuncidem como sinal do pacto entre Deus e Abraão.
O judaísmo defende que este é um sinal de pacto perpétuo que não pode ser nunca abolido. Deste modo, quando diversas situações e povos buscaram obrigar o povo judeu à não seguir a prática da brit (como por exemplo, debaixo do domínio grego), sempre desencadeou-se uma resistência a abolir a prática, o que elevou a brit milá a um evento de grande importância e significado no sentido de "ser judeu".

## Terminologia dabrit milá
Mohel - aquele que é responsável por efetuar a remoção do prepúcio é chamado de mohel, em hebraico. Na interpretação mais conservadora, qualquer judeu que saiba fazer a cirurgia (se o pai da criança souber realizar a brit, não é permitido que delegue a função a outra pessoa) e saiba as bênçãos específicas pode realizar a brit, mas o mohel é um especialista capaz de efetuar a circuncisão. O mohel não é necessariamente um médico, mas tem uma grande experiência na execução da brit. Classicamente a brit é feita sem anestesia, apesar de atualmente em algumas brit milá a criança receber uma pequena anestesia.

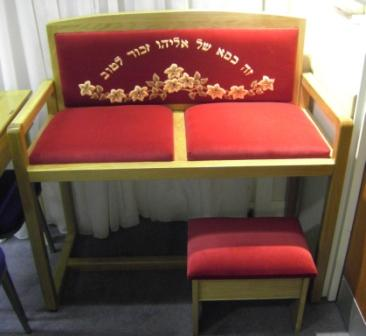
"Cadeira de Elias", com os escritos "Esta é a cadeira de Elias, lembrado pelo Bem."

A tradição rabínica só permite que uma mulher execute a circuncisão se não houver um homem competente presente. No entanto, atualmente o rabinato conservador e reformista tem permitido que mulheres exerçam a função de mohel.

Atualmente, a validade das cerimônias é discutida, ou pelo menos analisada, em função de que corrente autorizou o celebrante, no caso o mohel. Porém, isso acontece de forma "hierárquica" em função do tradicionalismo da corrente. Assim, um reformista sempre considerará válido um brit-milá feito por um mohel ortodoxo, mas isso não é necessariamente verdade para um ortodoxo se o mohel for reformista (principalmente se for mulher).

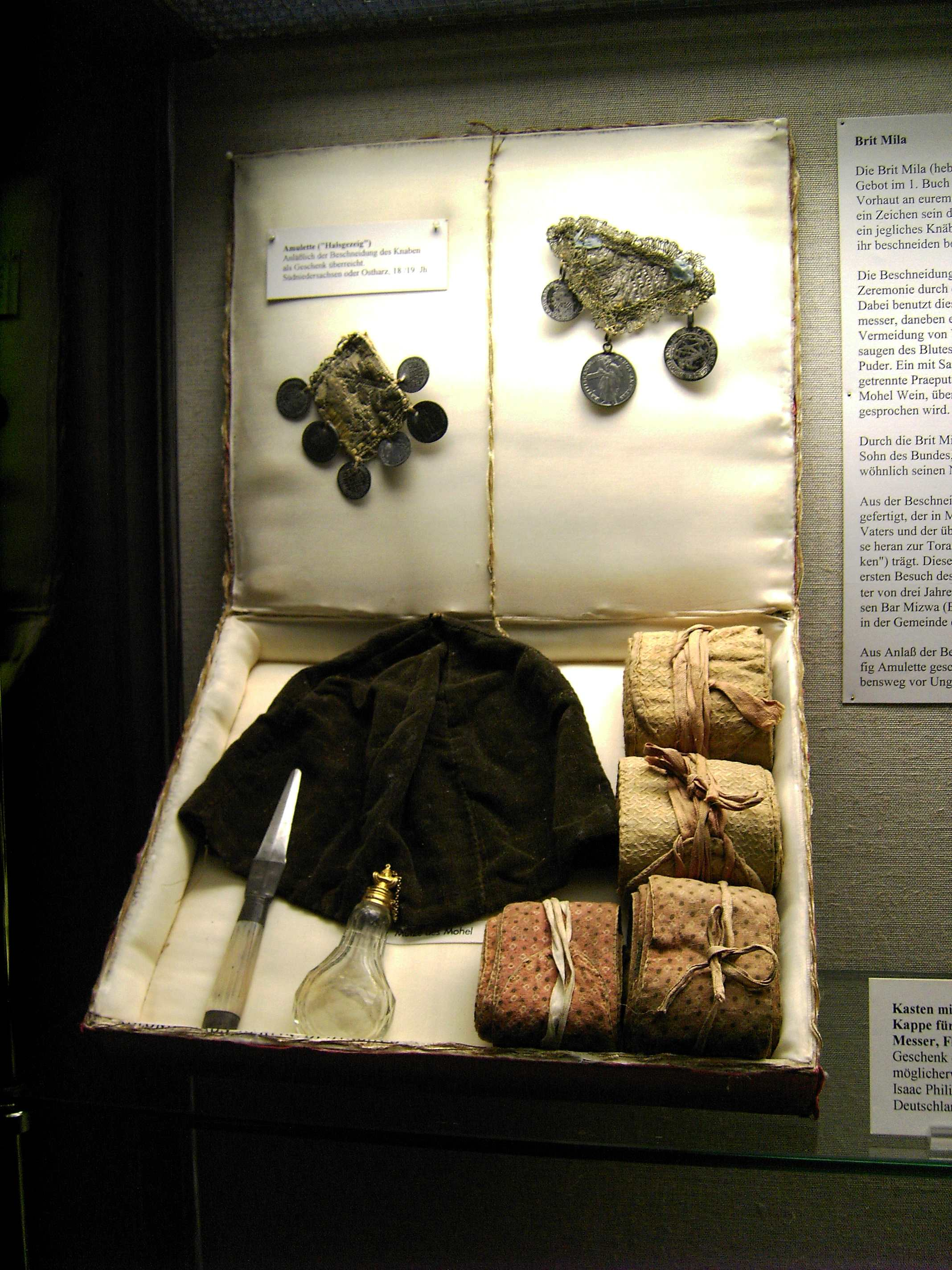
Material usado em uma cerimônia de brit milá, exibido no museu da cidade de Göttingen

Sandak - título derivado do grego, significa "padrinho". É a pessoa que recebe a honra de segurar a criança que receberá a circuncisão.
Kvater e kvaterin - título derivado do alemão, significa também "padrinho". Casal escolhido para trazer a criança até o lugar em que receberá a circuncisão.
Cadeira de Elias (Kisê shel Eliyahu. Kisê em português significa "cadeira de honra" ou "trono") - Elias é tido como presente em todas estas cerimónias, uma cadeira vazia sendo-lhe reservada ao lado do padrinho.

## Procedimentos
A mulher do casal kvater toma a criança dos braços da mãe e entrega-la ao homem que levará e colocará a criança sobre a cadeira reservada ao profeta Elias. O pai então coloca o menino sobre o colo do padrinho, onde o mohel executa a circuncisão. O nome hebraico do menino então é anunciado a todos. Depois segue-se a refeição festiva.

## Considerações adicionais
- A brit milá é permitida no Shabat e no Yom Kippur, já que o Talmude estabelece que a circuncisão supera os outros mandamentos da Torá.
- Os homens que desejam se converter ao judaísmo devem executar a circuncisão aquando a aceitação na comunidade judaica.
  - A circuncisão em adultos é um processo mais complexo que em recém-nascidos. Nesse caso, o Mohel deve ser um cirurgião autorizado, ou na falta desse, um cirurgião deve ser acompanhado pelo Mohel.
  - Como alguns homens, principalmente nos EUA, já são circuncisados, existe uma versão simbólica onde apenas se tira uma gota de sangue da pele do pênis, chamada Hatafat Dam Brit.
- Mulheres não recebem brit milá. Seu nome é geralmente dado no serviço de Shabat após seu nascimento, ou em ocasiões em que a Torá é lida na sinagoga e haja um miniam.

## Perspectiva médica
Ainda que seja por vezes comparada à "circuncisão feminina", mais aptamente chamada de mutilação genital feminina, os riscos não são comparáveis.
Face aos riscos, há ainda assim algumas vantagens para os bebés rapazes num procedimento feito com boas práticas médicas, mas mesmo assim a circuncisão não é aconselhada como prática padrão. Ademais, apesar de estudos israelitas indicarem que leigos em medicina podem ser treinados para administração, realçam os riscos potenciais em realizá-la sem devido treino médico, e de forma excessivamente tradicional.

### Circuncisão com sucção oralmetzitzah b’peh
Algumas práticas tradicionais milenares são tidas como particularmente irresponsáveis, como o metzitzah b’peh, em que a ferida é limpa oralmente após ingestão de vinho (como um primitivo antisséptico), potenciando ainda assim o risco de infeção por vias das bactérias da boca, ou mesmo vírus potencialmente letais como o da herpes, estando em última análise a prática associada a casos de morte infantil, levada a cabo principalmente por grupos ultra-ortodoxos. Este contacto sexual levanta questões éticas adicionais, relacionadas com o consentimento do paciente menor ou de delegação parental. Alguns centros religiosos usam uma pipeta para evitar contacto, mas é opinião de vários especialistas que esta prática deveria ser banida no seu todo, a despeito de resistência dos ultra-religiosos.
Mesmo em Israel, esta questão é controversa, o estado recentemente realizando campanhas de informação sobre os riscos da prática.

### Sites contra o brit milá
- Jewish Circumcision.org- Um site anti-circuncisão que prega que os judeus abandonem a Brit Milá.
- Noharmm.org- Artigo anti-brit de uma perspectiva feminista.
- City Risking Babies' Lives...- Controvérsia sobre metzitza be'peh.
- Af-Mila- Organização israelense anti-circuncisão.
- Jews Against Circumcision- Grupo de judeus contra a circuncisão.